# Puig Ferrer (Garrigàs)
El Puig Ferrer és una muntanya de 107 metres que es troba al municipi de Garrigàs, a la comarca catalana de l'Alt Empordà.